# Marcel Seghin
Marcel Jules Omer Seghin (Binche, 26 september 1889 - Dinant, 9 januari 1963) was een Belgisch senator en burgemeester.

## Levensloop
Seghin vestigde zich als apotheker in Dinant.
Hij stapte in de gemeentelijke politiek en werd gemeenteraadslid (1930), schepen (1939-1954) en burgemeester (1959-1961) van Dinant. Hij was ook provincieraadslid van 1954 tot 1958.
In juni 1949 werd hij verkozen tot PSC-senator voor het arrondissement Namen en oefende dit mandaat uit tot in juni 1950.